# Gråsjön, Härjedalen
Gråsjön är en sjö i Bergs kommun i Härjedalen och ingår i Indalsälvens huvudavrinningsområde. Sjön har en area på 0,629 kvadratkilometer och ligger 1 116,3 meter över havet. Sjön avvattnas av vattendraget Gråsjöån. Vid provfiske har röding och öring fångats i sjön.

## Delavrinningsområde
Gråsjön ingår i det delavrinningsområde (698556-135108) som SMHI kallar för Utloppet av Gråsjön. Medelhöjden är 1 234 meter över havet och ytan är 8,17 kvadratkilometer. Det finns inga avrinningsområden uppströms utan avrinningsområdet är högsta punkten. Gråsjöån som avvattnar avrinningsområdet har biflödesordning 3, vilket innebär att vattnet flödar genom totalt 3 vattendrag innan det når havet efter 355 kilometer. Avrinningsområdet består mestadels av kalfjäll (91 procent). Avrinningsområdet har 0,71 kvadratkilometer vattenytor vilket ger det en sjöprocent på 8,7 procent.